# Halowe rekordy Australii i Oceanii w lekkoatletyce
Halowe rekordy Australii i Oceanii w lekkoatletyce – najlepsze wyniki w historii lekkoatletyki uzyskane przez zawodników z Australii i Oceanii, które zostały uzyskane podczas zawodów w hali.

## Mężczyźni
| Konkurencja                    | Rezultat | Zawodnik                                                             | Miejsce uzyskania | Data                  |
| ------------------------------ | -------- | -------------------------------------------------------------------- | ----------------- | --------------------- |
| bieg na 50 metrów              | 5,86     | Nick Andrews                                                         | Saskatoon         | 27 stycznia 2023(dts) |
| bieg na 60 metrów              | 6,50     | Lachlan Kennedy                                                      | Nankin            | 21 marca 2025(dts)    |
| bieg na 200 metrów             | 20,71    | Damien Marsh                                                         | Toronto           | 14 marca 1993(dts)    |
| bieg na 400 metrów             | 45,44    | Steven Solomon                                                       | Clemson           | 23 lutego 2018(dts)   |
| bieg na 800 metrów             | 1:45,59  | Charlie Hunter                                                       | Fayetteville      | 13 lutego 2021(dts)   |
| bieg na 1000 metrów            | 2:16,95  | Jack Anstey                                                          | Boston            | 10 lutego 2024(dts)   |
| bieg na 1500 metrów            | 3:32,35  | Oliver Hoare                                                         | Nowy Jork         | 13 lutego 2021(dts)   |
| bieg na milę                   | 3:47,48  | Cameron Myers                                                        | Nowy Jork         | 8 lutego 2025(dts)    |
| bieg na 3000 metrów            | 7:30,38  | Ky Robinson                                                          | Nowy Jork         | 8 lutego 2025(dts)    |
| bieg na 5000 metrów            | 12:59,43 | Jack Rayner                                                          | Boston            | 21 lutego 2025(dts)   |
| bieg na 50 metrów przez płotki | 7,09     | Joseph Rodan                                                         | Los Angeles       | 20 stycznia 2001(dts) |
| bieg na 60 metrów przez płotki | 7,56     | Chris Douglas                                                        | Belgrad           | 20 marca 2022(dts)    |
| sztafeta 4 × 400 m             | 3:08,49  | Australia · Rohan Robinson · Steve Perry · Paul Greene · Mark Garner | Sewilla           | 10 marca 1991(dts)    |
| chód na 5000 metrów            | 18:52,20 | David Smith                                                          | Indianapolis      | 7 marca 1987(dts)     |
| skok wzwyż                     | 2,36     | Hamish Kerr                                                          | Glasgow           | 3 marca 2024(dts)     |
| skok o tyczce                  | 6,06     | Steve Hooker                                                         | Boston            | 7 lutego 2009(dts)    |
| skok w dal                     | 8,28     | Liam Adcock                                                          | Nankin            | 23 marca 2025(dts)    |
| trójskok                       | 17,20    | Andrew Murphy                                                        | Lizbona           | 9 marca 2001(dts)     |
| pchnięcie kulą                 | 22,31    | Tom Walsh                                                            | Birmingham        | 3 marca 2018(dts)     |
| pchnięcie kulą                 | 22,31    | Tom Walsh                                                            | Belgrad           | 19 marca 2022(dts)    |
| siedmiobój                     | 6344 pkt | Ashley Moloney                                                       | Belgrad           | 19 marca 2022(dts)    |

## Kobiety
| Konkurencja                    | Rezultat | Zawodniczka                                                                                           | Miejsce uzyskania | Data                  |
| ------------------------------ | -------- | --- | ----------------- | --------------------- |
| bieg na 50 metrów              | 6,24     | Torrie Lewis                                                                                          | Ostrawa           | 4 lutego 2025(dts)    |
| bieg na 50 metrów              | 6,24     | Torrie Lewis                                                                                          | Ostrawa           | 4 lutego 2025(dts)    |
| bieg na 60 metrów              | 7,06     | Zoe Hobbs                                                                                             | Glasgow           | 2 marca 2024(dts)     |
| bieg na 200 metrów             | 22,64    | Melinda Gainsford-Taylor                                                                              | Barcelona         | 10 marca 1995(dts)    |
| bieg na 200 metrów             | 22,64    | Melinda Gainsford-Taylor                                                                              | Barcelona         | 11 marca 1995(dts)    |
| bieg na 400 metrów             | 52,17    | Maree Holland                                                                                         | Budapeszt         | 4 marca 1989(dts)     |
| bieg na 800 metrów             | 1:59,46  | Catriona Bisset                                                                                       | Birmingham        | 19 lutego 2022(dts)   |
| bieg na 1000 metrów            | 2:36,96  | Toni Hodgkinson                                                                                       | Boston            | 6 lutego 2000(dts)    |
| bieg na 1500 metrów            | 4:00,80  | Georgia Griffith                                                                                      | Nankin            | 23 marca 2025(dts)    |
| bieg na milę                   | 4:19,03  | Jessica Hull                                                                                          | Nowy Jork         | 11 lutego 2024(dts)   |
| bieg na 3000 metrów            | 8:24,39  | Jessica Hull                                                                                          | Glasgow           | 2 marca 2024(dts)     |
| bieg na 5000 metrów            | 14:39,89 | Kimberley Smith                                                                                       | Nowy Jork         | 27 lutego 2009(dts)   |
| bieg na 60 metrów przez płotki | 7,73     | Sally Pearson                                                                                         | Stambuł           | 10 marca 2012(dts)    |
| sztafeta 4 × 200 metrów        | 1:42,34  | Australia (Maribyrnong Sports Academy) · Jessie Andrew · Meg Cairns · Ma-Reelou Boyle · Celeste Mucci | Pocatello         | 18 lutego 2017(dts)   |
| sztafeta 4 × 400 metrów        | 3:26,87  | Australia · Susan Andrews · Tania Van Heer · Tamsyn Lewis · Cathy Freeman                             | Maebashi          | 7 marca 1999(dts)     |
| chód na 3000 metrów            | 11:53,82 | Kerry Saxby-Junna                                                                                     | Toronto           | 13 marca 1993(dts)    |
| skok wzwyż                     | 2,00     | Eleanor Patterson                                                                                     | Belgrad           | 19 marca 2022(dts)    |
| skok o tyczce                  | 4,91     | Nina Kennedy                                                                                          | Zurych            | 30 sierpnia 2023(dts) |
| skok w dal                     | 6,81     | Nicole Boegman                                                                                        | Barcelona         | 12 marca 1995(dts)    |
| trójskok                       | 13,31    | Nicole Mladenis                                                                                       | Budapeszt         | 5 marca 2004(dts)     |
| pchnięcie kulą                 | 20,98    | Valerie Adams                                                                                         | Zurych            | 28 sierpnia 2013(dts) |
| pięciobój                      | 4490 pkt | Jane Jamieson                                                                                         | Maebashi          | 5 marca 1999(dts)     |